# Occità gascó
El gascó (en occità: gascon) és el dialecte més occidental de l'occità, prou diferenciat per raó d'un substrat basc. L'aranès és un subdialecte del gascó pirinenc.

## Etimologia
Els mots gascó i basc tenen el mateix origen etimològic: vascon.
Gascó és una adaptació aquitanoromana de la pronúncia germànica Waskon.

## Estudiosos del gascó
Les peculiaritats del gascó han generat una gran efervescència en l'àmbit de la romanística a partir de finals del segle xx. Entre els lingüistes més famosos que han estudiat el gascó, es pot destacar Achille Luchaire (autor d'Études sur les idiomes pyrénéens de la région française), Édouard Bourciez (que elaborà un atles lingüístic de les Landes), Gerhard Rohlfs (autor de Le gascon: études de philologie pyrénéenne, una obra cabdal per a la dialectologia gascona) i, més recentment, Pèire Bèc, Miquèu Grosclaude i el lingüista bigordà Joan Luís Massourre.

## Trets propis del gascó
Aquesta varietat occitana té una forta personalitat i és força diferenciada de la resta dels altres dialectes occitans i és per això que alguns lingüistes consideren que es tracta d'una llengua diferent. Aquesta opinió sembla minoritària i la majoria dels usuaris de la varietat gascona fan servir la norma alibertina i s'adhereixen a l'occitanisme.
El gascó es divideix en diversos subdialectes, entre els quals domina en el camp normatiu la varietat bearnesa (que, en molts aspectes, presenta més peculiaritats que l'allunyen del llenguadocià).
Els parlars pirinencs presenten tendències peculiars com l'article pirinenc eth (femení era), la conservació possible del so [-a] final àton pel grafema -a final i, més localment, uns plurals femenins en [es] (l'aranès transcriu generalment aquesta particularitat amb la grafia -es en lloc de -as).
Pèire Bèc, un dels estudiosos més valuosos del gascó, va proposar de canviar la divisió supradialectal tradicional de l'occità (dos grups: nord-occità i sud-occità) separant el gascó del sud-occità, formant així una nova entitat més marcada. També se sol adjuntar el gascó al llenguadocià meridional i al català per a formar una entitat dita aquitanopirinenca.
Algunes de les característiques particulars del gascó són:
- Canvi de f a h (que en alguns indrets no es pronuncia) → huèc ('foc'). heuguèra ('falguera'), com en castellà.
- Caiguda de n intervocàlica → haria ('farina'), lua ('lluna'), com en portuguès.
- Canvi de ll llatina en th en posició final i en r en posició intervocàlica → castèth ('castell'), bèth, bèra ('bell, bella').
- Conservació de QUA i GUA llatins (que en la resta de l'occità passen a [ka] i [ga]) → guardar ('guardar'), com en català.
- Reducció de -MB- i -ND- llatins a [m] i [n], com en català i en part del llenguadocià meridional.

A la zona costanera de les Landes hom hi parla una variant de gascó anomenat parlar negre.

## Codi escrit
El gascó fa servir algunes grafies particulars com h-, -th, -sh i n·h (com a in·hèrn per a evitar una possible confusió amb -nh-).

## Regions

### Dins l'estat francès
Departaments dins la zona d'influència del gascó:
- Alts Pirineus (Bigorra).
- Landes.
- Gers.
- Gironda (excepte una part que comprèn la zona de l'antic parlar de la Santonja i del Llenguadocià).
- Una part dels Pirineus atlàntics: (Bearn i les zones d'influència de Baiona, Anglet, Biàrritz, Bidaxune, La Bastida).
- Olt i Garona, parcialment en zona llenguadociana.
- Alta Garona, parcialment en zona llenguadociana.
- Arieja, parcialment en zona llenguadociana.
- Tarn i Garona, (Lomanya).

### Dins l'estat espanyol
- Vall d'Aran.
- Antigament, havien existit colònies gascones al País Basc del Sud: Donostia, Hondarribia, Pasaia (article que n'explica la història).

## Cartografia
Aquestes imatges ens mostren la situació geogràfica del gascó en relació amb el conjunt occità i les diferents llengües i dialectes de la Gàl·lia:

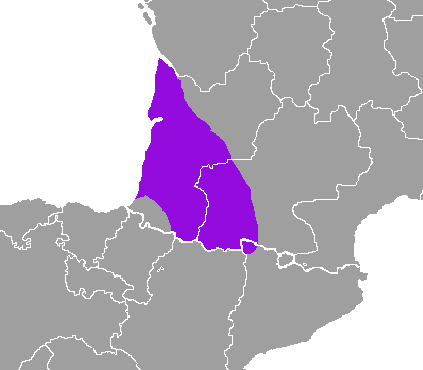
Mapa localitzador
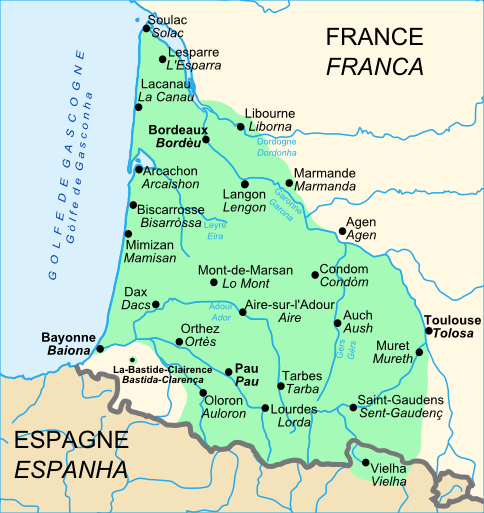
Les principals ciutats de la zona gascòfona
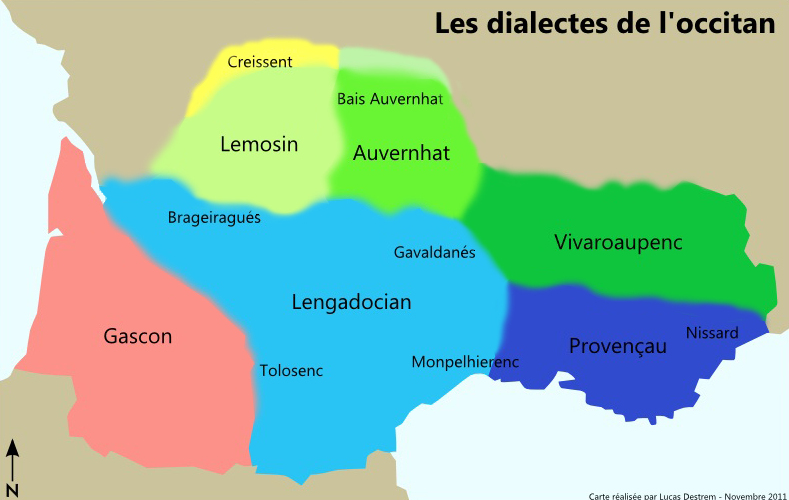
Zona d'influència del gascó entre les altres formes occitanes
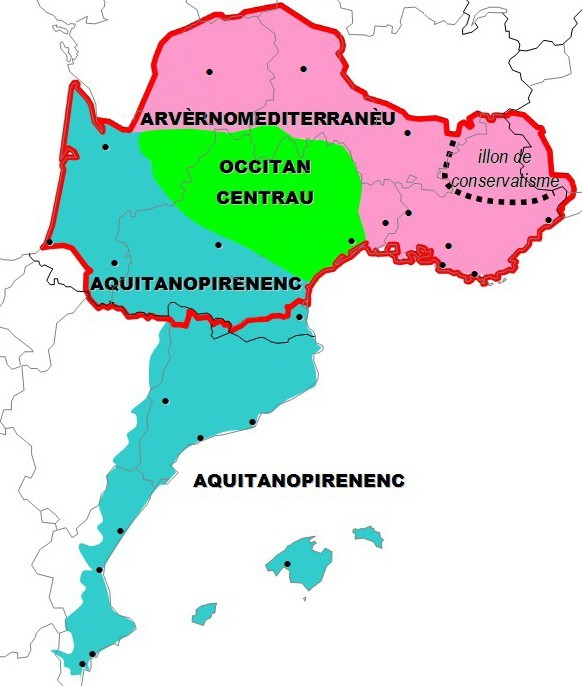
Classificació subdialectal de l'occità per Pèire Bèc

## Gasconismes en català
Dels immigrants gascons, el lèxic català popular ha heretat occitanismes com pai (pare), mai (mare), frai (germà), barroer, etc., i la interjecció Déu-n'hi-do!, que és una adaptació catalanitzada del renec críptic gascó 'Diu me dau!' (per 'Diu me damne!').